# Hemiercus cervinus
Hemiercus cervinus är en spindelart som först beskrevs av Simon 1889.  Hemiercus cervinus ingår i släktet Hemiercus och familjen fågelspindlar.
Artens utbredningsområde är Venezuela. Inga underarter finns listade i Catalogue of Life.